# Melbourne Victory Football Club
El Melbourne Victory Football Club es un club de fútbol profesional australiano con sede en Melbourne, Victoria. El equipo juega en la competencia principal del país, la A-League, bajo licencia de la Federación de Fútbol de Australia, e ingresó a la liga en la temporada inaugural como el único club con sede en Victoria en la recientemente renovada liga doméstica australiana.
El club fue fundado en 2004 y es reconocido como el equipo con más seguidores y actualmente el más exitoso de la liga hasta la fecha, Victory ha ganado tres A-League Championships, tres A-League Premierships, una Pre-Season Challenge Cup y una FFA Cup, el único club que ha ganado los cuatro trofeos domésticos australianos. También han competido anteriormente en la Liga de Campeones de la AFC en cinco ediciones, logrando su mejor resultado en la campaña de 2016, donde fueron eliminados en los octavos de final.
A pesar de que Victory tiene aficionados en todo el área metropolitana de Melbourne, así como en las ciudades regionales del estado, se basa principalmente en el centro de la ciudad. La sede del club es el Estadio Rectangular de Melbourne, donde juega la mayoría de sus partidos como local, y el Docklands Stadium más grande utilizado para partidos como derbis y finales. Además de esto, el club tiene un acuerdo para jugar un solo partido en Kardinia Park en Geelong cada temporada. El club opera otros dos departamentos de fútbol, con el equipo de jóvenes y reservas compitiendo en la Liga Nacional Juvenil y Ligas Premier Nacional Victoria 2, respectivamente, y un equipo femenino que compite en la W-League. Los partidos de los juveniles y las mujeres se juegan en varios lugares de Melbourne, incluyendo el Lakeside Stadium, el Kingston Heath Soccer Complex y los varios lugares del equipo sénior.

## Historia
El origen de la franquicia se encuentra en el nacimiento en 2004 de una nueva liga de fútbol profesional para Australia, la A-League, que sustituyó a la National Soccer League (NSL). Los organizadores sacaron a concurso ocho franquicias para la temporada inaugural, una por ciudad y con exclusividad por cinco años. El vencedor de la puja en Melbourne fue un consorcio empresarial liderado por Geoff Lord. El nuevo club, llamado Melbourne Victory, pretendía representar a toda la ciudad y no tenía ningún vínculo con comunidades étnicas, algo que sí sucedía en la extinta NSL.
En la temporada inaugural estuvo entrenado por Ernie Merrick, mientras que las principales figuras fueron Archie Thompson y Kevin Muscat, capitán durante los primeros seis años. A pesar de terminar en penúltimo lugar, se mantuvo una buena asistencia al estadio con una media de 14.000 espectadores por partido.

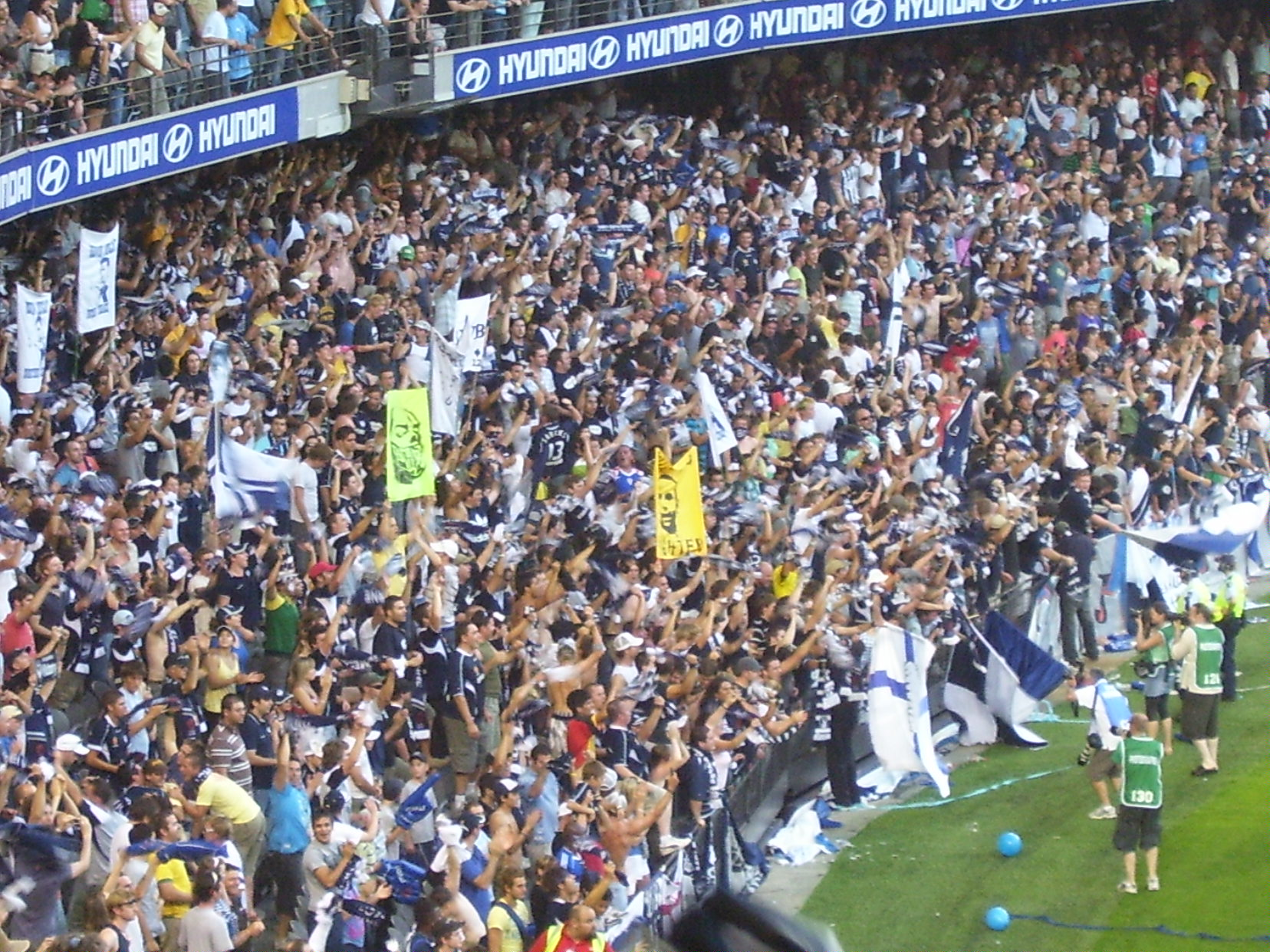
Aficionados del Melbourne Victory en la final de la A-League de 2007.

El rendimiento mejoró a partir de la temporada 2006-07, año en que se proclamó campeón de la temporada regular gracias al acierto goleador de Archie Thompson, Daniel Allsopp y Fred. En el cuadro por el título mantuvieron el buen rendimiento y se hicieron con la A-League al vencer por 6:0 en la final al Adelaide United. Y si bien al año siguiente no pudieron repetirlo, la franquicia ya estaba consolidada con la mayor asistencia media al campo (27.728 espectadores por jornada). En 2008-09 obtuvieron su segunda liga al ser líderes de la fase regular y ganar en el último partido al Adelaide por 1:0. Pero en 2010 no pudo revalidarlo porque perdió la final contra el Sydney F. C.
Los éxitos del Victory motivaron a la Federación de Australia a permitir una segunda franquicia en Melbourne (actual Melbourne City) a partir de la temporada 2010-11. Ese mismo año ascendió a la presidencia Anthony Di Pietro. El Victory se ha mantenido desde entonces como uno de los rivales más fuertes y ha consolidado su base de aficionados. En 2013, el técnico Ange Postecoglou asumió el cargo de seleccionador de Australia y fue sustituido por Kevin Muscat, ídolo del club. Bajo su mando, los de Melbourne se proclamaron campeones de liga en la temporada 2014-15.
En la temporada 2017-18, el equipo de Muscat se consagró nuevamente campeón de la A-League, obteniendo su cuarto título, tras finalizar 4° en la temporada regular y vencer a Adelaide United, Sydney FC en los play-offs y a Newcastle Jets en la final. Besart Berisha, Kosta Barbarouses, Carl Valeri y James Troisi, entre otros, fueron claves en la obtención del título. En la siguiente temporada, el equipo no pudo repetir el campeonato tras ser derrotado por Sydney FC en semifinales, con un aplastante 6-1 en contra. En mayo de 2019, Muscat renunció y asumió Grant Brebner como entrenador interino.

## Rivalidades

### Derbi de Melbourne
El derbi de Melbourne es el partido que enfrenta al Melbourne Victory y el Melbourne City (anteriormente Melbourne Heart) hasta el 31 de abril de 2025 se han enfrentado 45 veces, en 16 ocasiones Melbourne City obtuvo la victoria, en 16 ocasiones hubo empate y en 17 ocasiones gano Melbourne Victory.
El máximo artillero del  derby es Jaime Maclaren con 10 goles, todos con Melbourne City.

### Derbi de Australia
El derbi de Australia o The Big Blue es el partido que enfrenta al Melbourne Victory con el Sydney FC los 2 equipos con mayor número de títulos y seguidores en Australia, han coincidido en 3 ocasiones en la final de la A-League 2009-10, 2014-15  y 2016-17 en 2 ocasiones gano Sydney FC y en una ocasión gano Melbourne Victory.
Hasta el 21 de mayo de 2025 se han enfrentado en 66 ocasiones, en 26 gano el Sydney FC, en 29 ocasiones empataron y en 21 ocasiones gano el Melbourne Victory.
-Archie Tompson es el máximo goleador del derbi con 14 goles todos con el Melbourne Victory.

## Escudo y uniforme
Los colores sociales y nombre del Melbourne Victory son referencias directas al estado de Victoria, del que Melbourne es la capital. En el escudo hay un gran chevrón blanco sobre fondo azul que representa el nombre de la región. Esta marca es muy similar a la "V" mayúscula que emplea la selección de Victoria de fútbol australiano desde 1879, aunque también se parece a la usada por el equipo argentino Vélez Sarsfield.
Del mismo modo, la gran "V" está en la camiseta desde la temporada 2007-08. La primera equipación era completamente azul marino, pero después se le añadió el chevrón blanco. La equipación alternativa cambia los colores de orden, pero mantiene la misma composición. Desde 2011 el fabricante de la ropa es Adidas.
- Uniforme titular: Camiseta azul con V blanca, pantalón azul, medias azules.
- Uniforme alternativo: Camiseta blanca con V azul, pantalón blanco, medias blancas.

### Evolución del uniforme

#### Local
| 2005–2007 | 2007–2011 | 2011–2013 | 2013–2015 |

| 2015–2016 | 2016–2017 | 2017–2018 | 2018–2020 |

#### Visita
| 2005–2007 | 2007–2009 | 2009–2010 | 2010–2011 | 2011–2013 |

| 2013–2015 | 2015–2017 | 2017–2018 | 2018–2019 | 2019–2020 |

## Estadio

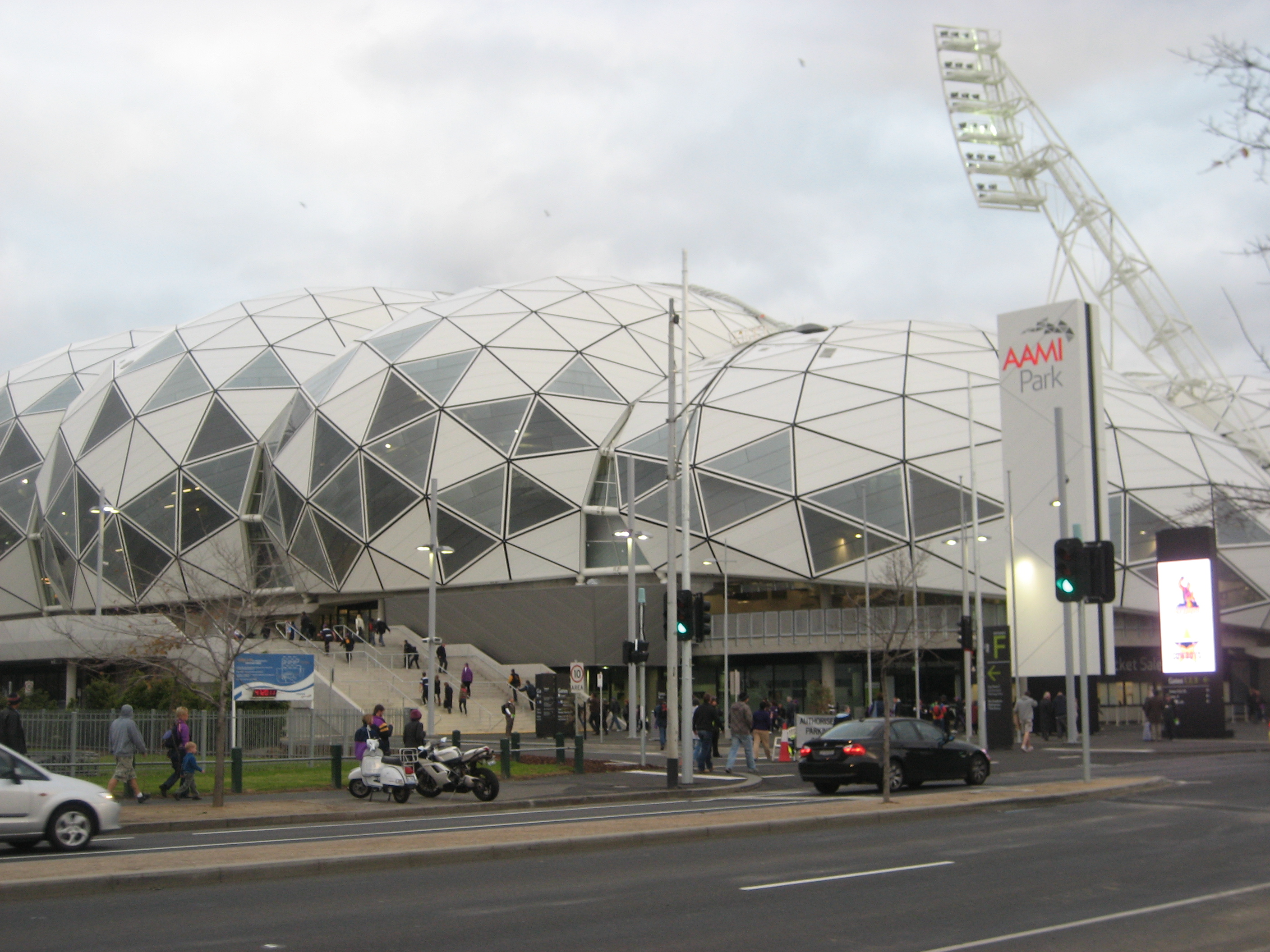
Estadio Rectangular de Melbourne.

Melbourne Victory dispone de varios campos que utiliza en función del aforo previsto. La mayoría de sus encuentros los disputa en el Estadio Rectangular de Melbourne, inaugurado en 2010 y con capacidad para 30.000 espectadores. Este recinto lo comparte con el otro club de fútbol local (Melbourne City) y cuando no hay temporada es usado para las ligas de rugby.
Para los partidos de alto riesgo o que requieren más aforo del habitual, se utiliza el Estadio Docklands (53.359 localidades). Si ninguno de los dos campos puede usarse, la tercera opción es Kardinia Park en Geelong.

## Entrenadores
| Manager                | Desde                   | Hasta                   | Títulos                                   |
| ---------------------- | ----------------------- | ----------------------- | ----------------------------------------- |
| Ernie Merrick          | diciembre 2004          | marzo 2011              | A-League 2007, A-League 2009              |
| Mehmet Duraković       | marzo 2011              | enero 2012              |                                           |
| Kevin Muscat           | enero 2012              |                         |                                           |
| Jim Magilton           | enero 2012              | abril 2012              |                                           |
| Ange Postecoglou       | abril 2012              | octubre 2013            |                                           |
| Kevin Muscat           | noviembre 2013          | mayo 2019               | A-League 2015, A-League 2018 FFA Cup 2015 |
| Marco Kurz             | junio 2019              | enero 2020              |                                           |
| Carlos Pérez Salvachúa | enero 2020              | mayo 2020               |                                           |
| Grant Brebner          | julio 2020              | abril 2021              |                                           |
| Steve Kean             | abril 2021              | junio 2021              |                                           |
| Tony Popovic           | 21 de junio de 2021     | 12 de junio de 2024     | FFA Cup 2021                              |
| Patrick Kisnorbo       | 25 de junio de 2024     | 16 de diciembre de 2024 |                                           |
| Arthur Diles           | 17 de diciembre de 2024 | presente                |                                           |

## Datos del club

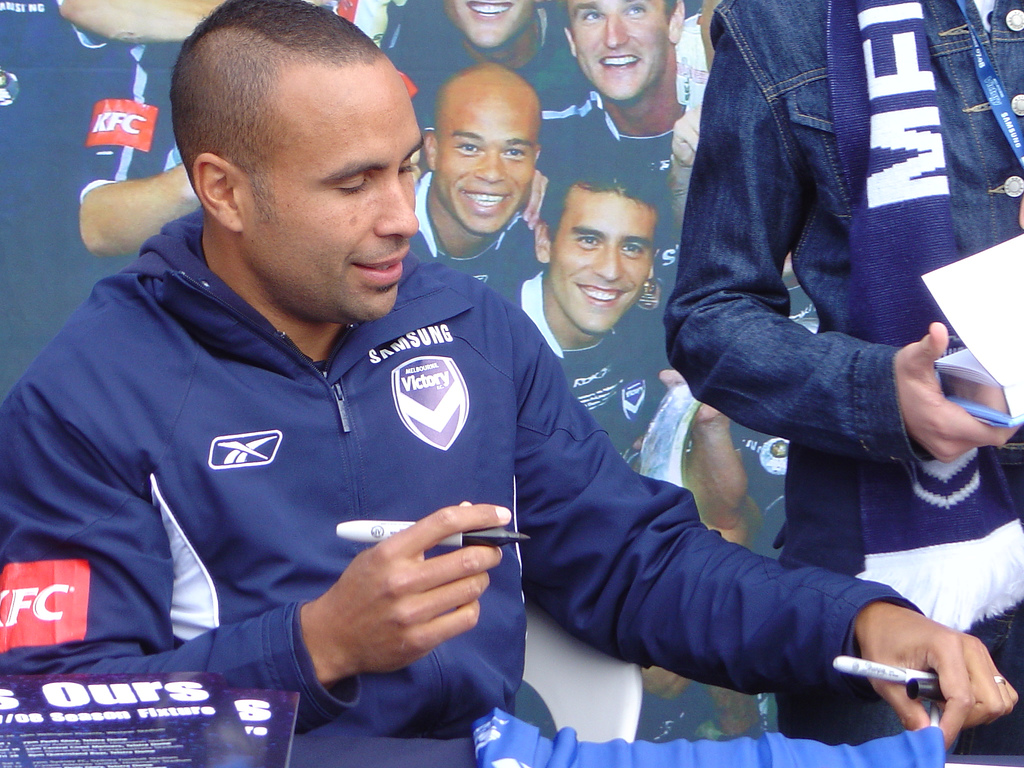
Archie Thompson.

- Temporadas en A-League: 17

Debut: Temporada 2005-06 (inaugural)
Mejor posición: 1º (tres ocasiones, la última en la temporada 2014-15)
Peor posición: 8º (temporada 2011-12)
- Participaciones en la Liga de Campeones de la AFC: 7

Mejor posición: Segunda ronda (2 veces).

## Palmarés

### Torneos nacionales (9)
- A-League (4): 2007, 2009, 2015, 2018
- Temporada Regular (3): 2007,2009, 2015
- FFA Cup (2): 2015, 2021

### Torneos amistosos (1)
- International Champions Cup (1): 2016

## Participación en competiciones de la AFC
| Temporada | Torneo               | Ronda         | Club                    | Casa        | Visita      | Global      |
| --------- | -------------------- | ------------- | ----------------------- | ----------- | ----------- | ----------- |
| 2008      | AFC Champions League | Grupo G       | Jeonnam Dragons         | 2–0         | 1–1         | 2° lugar    |
| 2008      | AFC Champions League | Grupo G       | Chonburi                | 3–1         | 1–3         | 2° lugar    |
| 2008      | AFC Champions League | Grupo G       | Gamba Osaka             | 3–4         | 0–2         | 2° lugar    |
| 2010      | AFC Champions League | Grupo E       | Beijing Guoan           | 0–0         | 0–1         | 4° lugar    |
| 2010      | AFC Champions League | Grupo E       | Seongnam Ilhwa Chunma   | 0–2         | 2–3         | 4° lugar    |
| 2010      | AFC Champions League | Grupo E       | Kawasaki Frontale       | 1–0         | 0–4         | 4° lugar    |
| 2011      | AFC Champions League | Grupo E       | Gamba Osaka             | 1–1         | 1–5         | 4° lugar    |
| 2011      | AFC Champions League | Grupo E       | Jeju United             | 1–2         | 1–1         | 4° lugar    |
| 2011      | AFC Champions League | Grupo E       | Tianjin Teda            | 2–1         | 1–1         | 4° lugar    |
| 2014      | AFC Champions League | Playoff       | Muangthong United       | 2–1         | 2–1         | 2–1         |
| 2014      | AFC Champions League | Grupo G       | Guangzhou Evergrande    | 2–0         | 2–4         | 3° lugar    |
| 2014      | AFC Champions League | Grupo G       | Jeonbuk Hyundai Motors  | 2–2         | 0–0         | 3° lugar    |
| 2014      | AFC Champions League | Grupo G       | Yokohama F. Marinos     | 1–0         | 2–3         | 3° lugar    |
| 2016      | AFC Champions League | Grupo G       | Shanghai SIPG           | 2–1         | 1–3         | 2° lugar    |
| 2016      | AFC Champions League | Grupo G       | Gamba Osaka             | 2–1         | 1–1         | 2° lugar    |
| 2016      | AFC Champions League | Grupo G       | Suwon Samsung Bluewings | 0–0         | 1–1         | 2° lugar    |
| 2016      | AFC Champions League | Segunda Ronda | Jeonbuk Hyundai Motors  | 1–1         | 1–2         | 2–3         |
| 2018      | AFC Champions League | Grupo F       | Ulsan Hyundai           | 3–3         | 2–6         | 3° lugar    |
| 2018      | AFC Champions League | Grupo F       | Shanghái SIPG           | 2–1         | 1–4         | 3° lugar    |
| 2018      | AFC Champions League | Grupo F       | Kawasaki Frontale       | 1–0         | 2–2         | 3° lugar    |
| 2019      | AFC Champions League | Grupo F       | Daegu FC                | 1–3         | 0–4         | 4° lugar    |
| 2019      | AFC Champions League | Grupo F       | Sanfrecce Hiroshima     | 1–3         | 1–2         | 4° lugar    |
| 2019      | AFC Champions League | Grupo F       | Guangzhou Evergrande    | 1–1         | 0–4         | 4° lugar    |
| 2020      | AFC Champions League | Preliminar 2  | Bali United             | 5–0         | 5–0         | 5–0         |
| 2020      | AFC Champions League | Playoff       | Kashima Antlers         | 1–0         | 1–0         | 1–0         |
| 2020      | AFC Champions League | Grupo E       | Chiangrai United        | 1–0         | 2–2         | 2° lugar    |
| 2020      | AFC Champions League | Grupo E       | FC Seoul                | 2–1         | 0–1         | 2° lugar    |
| 2020      | AFC Champions League | Grupo E       | Beijing FC              | 0–2         | 1–3         | 2° lugar    |
| 2020      | AFC Champions League | Segunda Ronda | Ulsan Hyundai           | 0–3         | 0–3         | 0–3         |
| 2022      | AFC Champions League | Preliminar    | Shan United             | w/o         | w/o         | w/o         |
| 2022      | AFC Champions League | Playoff       | Vissel Kobe             | 3-4 (a.e.t) | 3-4 (a.e.t) | 3-4 (a.e.t) |